# Al-Maszkuk
Al-Maszkuk (arab. المشقوق) – miejscowość w Syrii, w muhafazie As-Suwajda. W 2004 roku liczyła 1297 mieszkańców.